# Myosurus minimus
Myosurus minimus (cola de ratón) es una planta herbácea de la familia de las ranunculáceas.

## Descripción
La cola de ratón (Myosurus minimus) es una planta anual, glabra, pequeña, con una roseta basal de hojas lineales y tallos afilos de 5-10 cm con una flor terminal amarillo-verdosa pequeña. Pétalos de 3-4 mm, espolonados en la base, nectarios largos, tubulares. El receptáculo se alarga al fructificar, formando una delgada espiga de diminutos aquenios. Florece en primavera. 

## Hábitat
Habita en campos inundados estacionalmente y muy húmedos.

## Distribución
En casi toda Europa.
- Datos: Q164266
- Multimedia: Myosurus minimus / Q164266
- Especies: Myosurus minimus